# Northern Light
Northern Light è un brano musicale del dj Basshunter.
Il video ufficiale della canzone è stato pubblicato su YouTube il 27 aprile 2012 che vede protagonisti lo stesso Basshunter e Aylar Lie.

## Tracklist
1. Northern Light (Radio Edit) - 2:49
2. Northern Light (Original Mix) - 3:09
3. Northern Light (Club Mix) - 5:18
4. Northern Light (Almighty Remix Edit) - 3:30
5. Northern Light (Almighty Remix) - 6:07
6. Northern Light (Almighty Remix Dub) - 6:07
7. Northern Light (PJ Harmony Remix Edit) - 4:18
8. Northern Light (PJ Harmony Remix) - 6:04

## Curiosità
Il video della canzone, come anche i video dei singoli precedenti Now You're Gone, All I Ever Wanted, Angel In The Night, I Miss You, Every Morning, I Promised Myself creano in sequenza una love story tra Aylar Lie e Basshunter.

## Classifiche
| Classifica (2012)                   | Posizione massima |
| ----------------------------------- | ----------------- |
| Regno Unito (Commercial Pop Top 30) | 7                 |
| Regno Unito (Upfront Club Top 40)   | 14                |